# Turners Cross
Turners Cross è uno stadio calcistico irlandese, situato a Cork, capoluogo dell'omonima contea. È lo stadio casalingo del Cork City FORAS Co-op. Lo stadio ospita un numero altissimo di partite durante il corso dell'anno: da match della League of Ireland a quelli giovani sia a livello provinciale che internazionale e nazionale.

## Servizi
Inizialmente l'impianto era poco più che un campo rionale, dotato di una sola tribuna (peraltro piccola) e con la maggior parte delle persone che assistevano alle partite dalle collinette d'erba che lo circondavano. Durante gli anni 2000 è stato ammodernato in modo consistente ed è divenuto  uno dei migliori stadi irlandesi, al 2023 uno dei soli due completamente coperti e dotato di soli posti a sedere, l'altro è l'Aviva Stadium. La struttura attuale prevede quattro tribune:
- La "Donie Ford Stand", che ospita 1900 posti ed è dotata di una sala per le famiglie, una per la stampa e spogliatoi e il posto di polizia dello stadio;
- La "Derrynane Road Stand", che si trova di fronte alla prima ed ha una capienza di 1185 posti;
- La "St. Anne's Stand", collocata sul lato occidentale del campo e che contiene 2800 persone;
- La "New Stand", sul lato orientale, che ospita 1600 seggiolini e che è stata aperta al pubblico solo nel marzo 2007.

## Storia
Soprannominato The Cross dalla maggior parte dei tifosi, il campo era conosciuto in passato anche col nome di The Box. Questo è dovuto al titolo di un libro di Plunkett Carter, incentrato sul calcio a Cork e intitolato From the Lodge to the Box. The Lodge si riferisce al Flower Lodge, il primo impianto del Cork City Football Club e attualmente conosciuto come Páirc Uí Rinn.
Il Cork Constitution, una società di rugby, fu la prima squadra a giocare a Turners Cross, dal 1897. A tal proposito c'è una specie d'indovinello in Irlanda che recita: " Quale presidente d'Irlanda ha segnato una punizione a Turners Cross?" La risposta è Éamon de Valera, che giocò su questo campo per il Rockwell. 
Nello stadio si sono giocate alcune partite internazionali in genere di secondo livello, tra cui alcune partite dell'Europeo under-16 del 1994.
Qui, oltre a calcio e rugby, si sono tenute sfide di sport gaelici, pugilato e gincana.